# Orden de Zulfikar
La Orden de Zulfikar (persa: نشان ذوالفقار ó Neshan-e Zolfaghar) fue la más alta condecoración militar del Imperio de Irán, sólo superada en jerarquía por la Orden de Pahlaví. Alcanzó un altísimo prestigio al entregarse en muy pocas ocasiones y por motivos de estricto rigor militar, relacionados con los méritos en campaña de las tropas imperiales.

## Historia de la Orden de Zulfikar
Su nombre deriva del de la espada del Califa Ali Ibn Abi Tálib, yerno del profeta Mahoma y primer gran líder suní. La espada de Alí, llamada Zulfiqar, tenía la característica de tener un doble filo, hecho extraño en la época en que vivió, lo que ocasionó que se convirtiese en una espada legendaria en el mundo islámico. 
Con la llegada de Reza Pahlavi al Trono de Irán, tras la caída de la Dinastía Qajar, cambió el nombre de la Orden y el diseño de sus insignias para convertirse en la más alta condecoración militar del Imperio, basada en la Orden de San Jorge del Imperio Ruso. La influencia de esa antigua y prestigiosa Orden puede observarse en los colores de la cinta y en las clases de la Orden. 
Se concedió en muy pocas ocasiones, pues sólo se hacía para distinguir los más altos méritos militares de los Ejércitos imperiales y las más bravas hazañas de los mismos en la batalla. 
La Orden de Zulfikar fue oficialmente suprimida por el Gobierno de los Ayatolás tras la Revolución Islámica de 1979, junto con las demás la Órdenes Imperiales. 
En los años 90, diez años después de la Revolución iraní y de las consecuencias en materia de Derecho honorífico que ésta causó en Irán, el Gobierno de la República Islámica introdujo entre 12 y 14 nuevas condecoraciones, entre las cuales se encuentra la Medalla de Zulfikar (República Islámica de Irán), lo que no implica un renacimiento de la Orden de Zulfikar, sino un nuevo reconocimiento de tipo militar que se entrega hoy día al margen de los diseños y estatutos de la Orden Imperial.

## Grandes Maestres
- Reza Shah (1926-1941)
- Mohammad Reza Pahlaví (1941-1979)

## Clases
La Orden de Zulfikar se entregaba en cuatro clases distintas:
- Gran Cordón: entregado a los más altos cargos de los Ejércitos del imperio, consistía en un conjunto de Placa y Venera, que colgaba de una banda blanca con tres franjas negras. Jamás fue concedida, a pesar de que el Shah ostentaba su Gran Magisterio.

- Segunda Clase: consistente en una placa y una venera que pendía del cuello del condecorado. Mohammad Reza Pahlaví usó desde el atentado sufrido el 1949 contra su vida, la Placa de esta Orden, al ser condecorado con la Segunda Clase.

- Encomienda: entregada a suboficiales de los Ejércitos imperiales, consistía en una Encomienda que se llevaba colgada del cuello mediante una cinta blanca con tres franjas negras. Reza Shah siempre usó esta categoría.

- Medalla: entregada a las tropas de los Ejércitos imperiales, consistía en una Cruz sujeta a una cinta blanca con tres franjas negras, que se llevaba colgada del pecho.

## Insignias
- Placa: de extremada sencillez, la placa de tan alta condecoración consistía en una estrella de ocho puntas en plata diamantada, en cuyo centro, orlada con un círculo de esmalte verde oscuro, se encontraba una imagen en color del Califa Ali Ibn Abi Talib.

- Venera del Gran Cordón, Encomienda y Medalla: fabricadas en sus respectivos tamaños para cada categoría, consistían en una estrella de cinco puntas rodeada por un rafagado circular en plata dorada en cuyo centro se encontraba una imagen en color del Califa Ali Ibn Abi Talib orlada en oro. A ambos lados de la punta superior de la estrella, se cruzaban dos cimitarras, representando la legendaria Zulfikar del Califa.